# 红旗渠
红旗渠（原名引漳入林工程），是位于中國河南省林州市（原林县）穿越太行山区的人工引水渠。幹渠长70.6公里，幹渠、支渠、斗渠共计全长约1500公里，由于多处渠段位于山腰的悬崖峭壁上，因此獲誉为“人工天河”。
红旗渠旅游景区现为中国国家5A级旅游景区、国家水利风景区和国家重点文物保护单位，也成为林州市的主要象征；引申为“中国共产党人精神谱系第一批伟大精神”中的红旗渠精神。

## 修建历史
该地区此前地处山区，自然条件恶劣，當地縣誌記載從明朝開始此地旱年加總達400年。当地307個以上村莊为了解决饮水以及农田灌溉困难常常穿山挑水，遠的每天要走二三十里路挑水。修建引水渠工程目的是为了引漳河水灌溉林县。
1960年2月开始修建，至1969年7月完工。该工程共劈开山头1250座、凿通隧洞211个，架设渡槽151座（一说152座），共挖砌土石2225万立方米。红旗渠修建历时10年，全县50万人，有30万人参加了修渠工程。据官方报道，红旗渠修建过程中，共有81人死亡，其中年龄最小的17岁，最大的60岁，另有多人受伤。

## 炸毁事件调查无果
1992年8月22日凌晨4时28分，红旗渠总干渠盘阳段两处渠墙同时被河北省涉县白芟村的几十位村民用数百公斤烈性炸药炸毁，导致两段分别长33米，60米的严重裂缝，林县盘阳村遭到渠水袭击，损失惨重。中共林县县委、县人大常委会、县政府、县政协及县人民武装部领导赶赴现场，分头做群众工作，组织救灾。红旗渠灌区管理局及时组织抢险，昼夜不停，冒雨奋战，9月3日恢复通水。此事件为建国以来罕见的爆炸破坏水利工程案件，在沿漳河三省（山西、河南、河北）三县（平顺、林县、涉县）反映特别强烈。事件震动全国。9月29日，全国水资源与水土保持工作领导小组在北京召开了漳河水事协调会。国务院副秘书长李昌安主持会议，副总理田纪云和水利部副部长张春园作重要讲话。9月30日，《人民日报》刊登“国务院召开水事协调会，将对漳河上游实行统一管理”的消息，中央高层设立了由水利部直辖的漳河上游管理局，统一解决漳河上游三省之间长达数十年的“夺水纠纷”。
该事件导致林县盘阳村12个组（队）3000多人受灾，1000多亩庄稼被淹，700多亩颗粒无收，其中有600多亩上等品质的田地被毁，更有60多亩良田因土壤皆被冲走只剩下石头至今仍无法恢复耕种。另有房屋倒塌600多间，涉及400户700多村民。村办8家企业遭受水灾，以盘阳村投资105万元的铸造厂损失最大，所有设备、原料、成品、账目等被洪水冲得荡然无存。渠道被炸断流以后，依靠红旗渠吃水的40来万名群众生活用水骤然困难；林县人创办的县、乡、村三级企业近80多家，也因水源断流而停产。事发次日，惊魂未定的600名盘阳村村民赶到村支书芦建英家里自发组织起来，拿着土铳、斧头和铁锹要过河找河北白芟村“报仇雪恨”。时任林县县长的毛万春火速赶往盘阳村，组织了100多名县干部拦阻，历时几小时才将愤怒的群众劝退。为避免再生事端，毛万春在盘阳村和红旗渠被炸地段一连呆了7天没敢下山。事情持续了四、五个月终于得以解决。在此期间，两个村子之间互相对峙，断绝往来，就连出嫁的女儿都回不了娘家。
9月，国务院召开了漳河水事协调会议，形成了《国务院漳河水事协调会议纪要》（国阅[1992]132号），会议决定设立由水利部海河水利委员会下辖的漳河上游管理局，对漳河侯壁水电站至岳城水库段（浊漳河侯壁水电站以下、清漳河匡门口水文站以下至漳河干流观台水文站以上的水事纠纷多发河段），实行统一规划，统一治理，统一调度，统一管理；会议还决定对于破坏水利工程案件要严肃处理。人民日报报道、中央电视台在新闻联播节目播发会议消息。
《新周报》记者援引河南安阳一位深知当时调查内幕的人士称：“河南河北双方公安部门都找到了有利于对方的证据，一起公事公办地摆到公安部面前，实质上这是两省之间的角力和对抗。”最终，顾及到事故特殊性和漳河三省三县的复杂背景，这起特大炸毁水利工程事件最终被“冷处理”，结果不了了之，竟无人受责。
《求是》下《小康》杂志记者报道，国家最终赔给盘阳村113万元，林县出了30万，其余由省市划拨。村支书芦告诉记者，对庄稼地的补偿标准分为好几等，如果一亩地全部被淹掉就补偿500元。曾经有一亩毁坏极为严重的土地被补偿了9500元。芦回忆，村民对赔偿基本感到满意，但是动手炸红旗渠的元凶始终没有得到惩处。

## 著名工程人员
- 总设计师杨贵，原河南林县县委书记。虽然红旗渠受到毛泽东、周恩来等国家领导人的高度评价，但在中国“文化大革命”时期，杨贵却因为修建红旗渠被受到冲击和迫害。直到1972年在林县采访的新华社记者华山，给来当地考察的康克清写了一封长信反映了杨贵被调离遭迫害的情况。康克清马上起草了一封信连同华山的信一同派专人紧急送往北京周恩来。后来经中央决定，调杨贵任河南省委常委，仍兼安阳地委书记和林县第一书记。1973年8月中国共产党第十次全国代表大会召开后经总理周恩来提名，杨贵獲选为中共中央候补委员。
- 吴祖太

## 影响
2004年4月5日报道称，红旗渠总引水量85亿立方米，历年灌溉面积8000万亩次，增产粮食15.9亿公斤，发电4.7亿千瓦时。红旗渠创效益近17亿元，相当于总投资的23倍。因此，红旗渠也被林县人民誉为“生命渠”、“幸福渠”。红旗渠的修建解决了当地约60万人和3.7万头大牲畜的吃水问题，灌区的有效灌溉面积为54万亩。灌区的粮食亩产由修建前的100公斤增加到1991年的476.3公斤。
同时，漳河水资源的匮乏决定了：对河南人民来说，红旗渠是“保命渠”。对（红旗渠下游）河北人民来说，红旗渠是“夺命渠”。为了留住更多的水源，占有更多的滩涂地，几十年间，两岸人民争相修建引水渠、拦水坝等各类水利工程。两岸人民纠纷不断，甚至发展到相互炮击，炸毁水利工程、生产生活设施。
在党的领导下，河南林县英雄的人民建成的红旗渠，铸就了“自力更生、艰苦创业、团结协作、无私奉献”的红旗渠精神，列入“中国共产党人精神谱系第一批伟大精神”。

## 评价
周恩来：“新中国有两大奇迹，一个是南京长江大桥，一个是林县红旗渠。”

## 图集

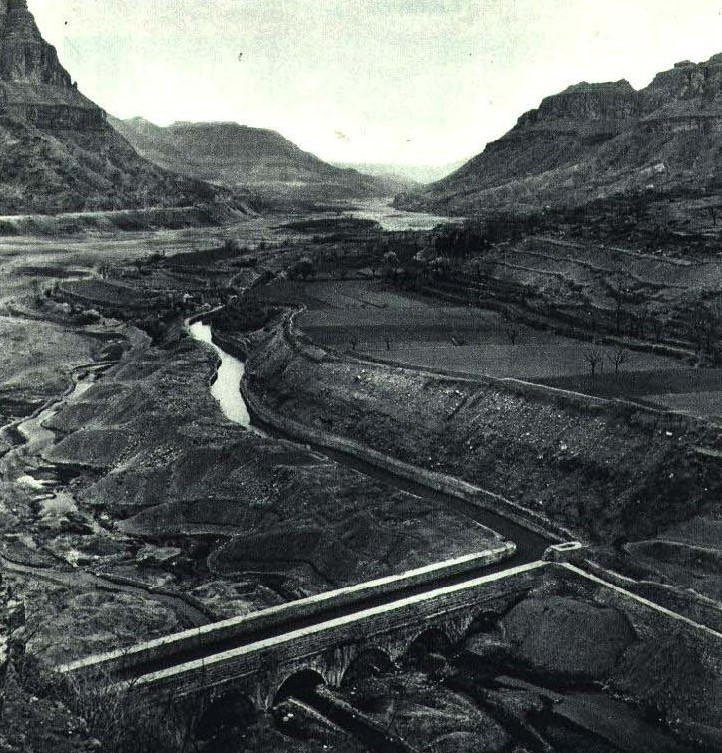
1965-7 1965年 红旗渠 渡槽
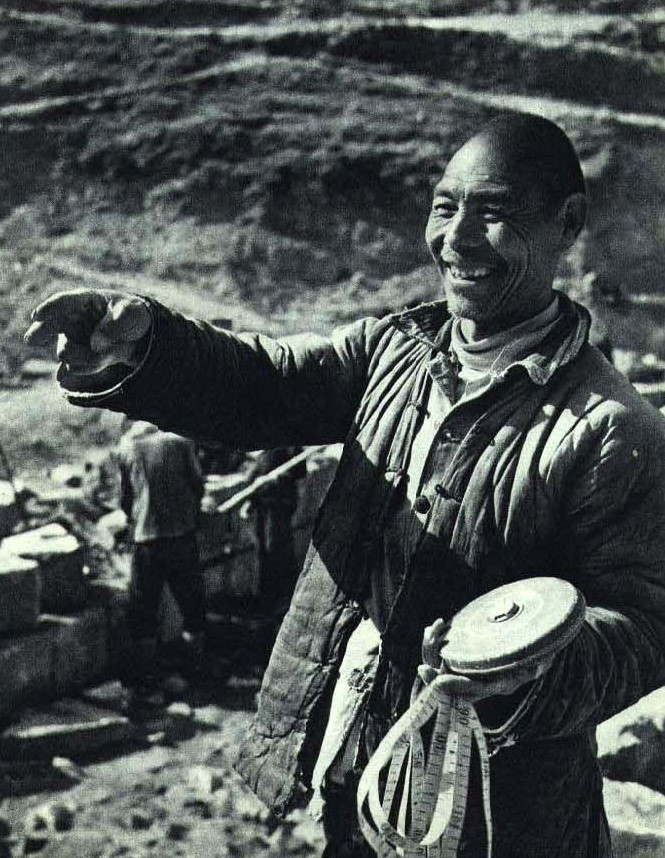
1965-7 1965年 红旗渠 路银
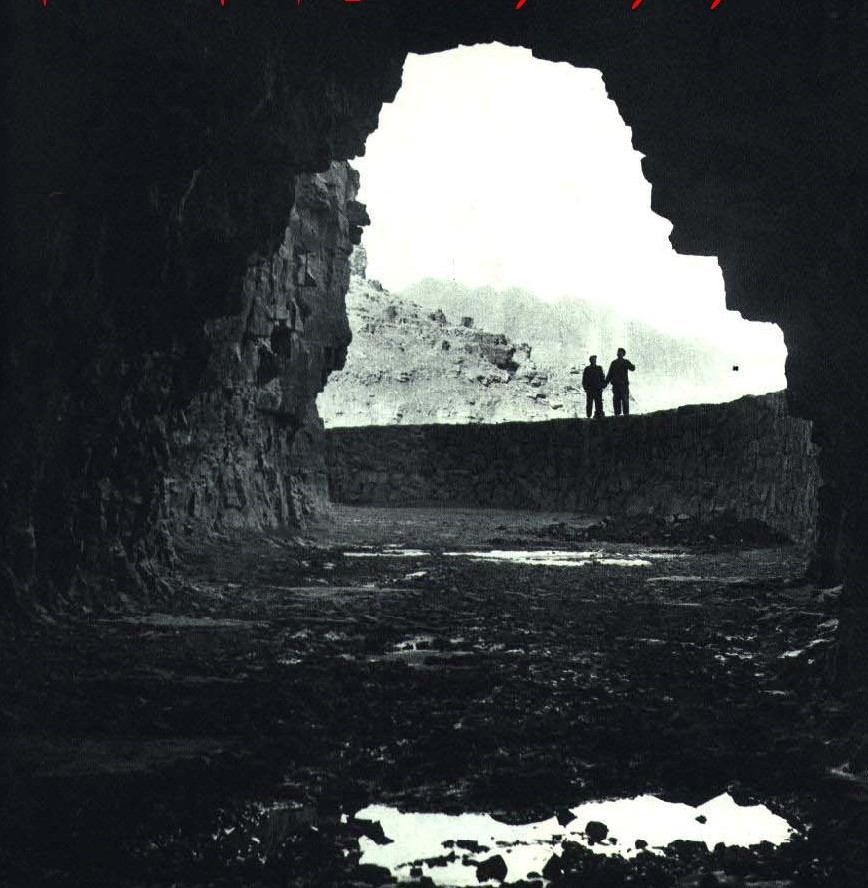
1965-7 1965年 红旗渠 青年洞
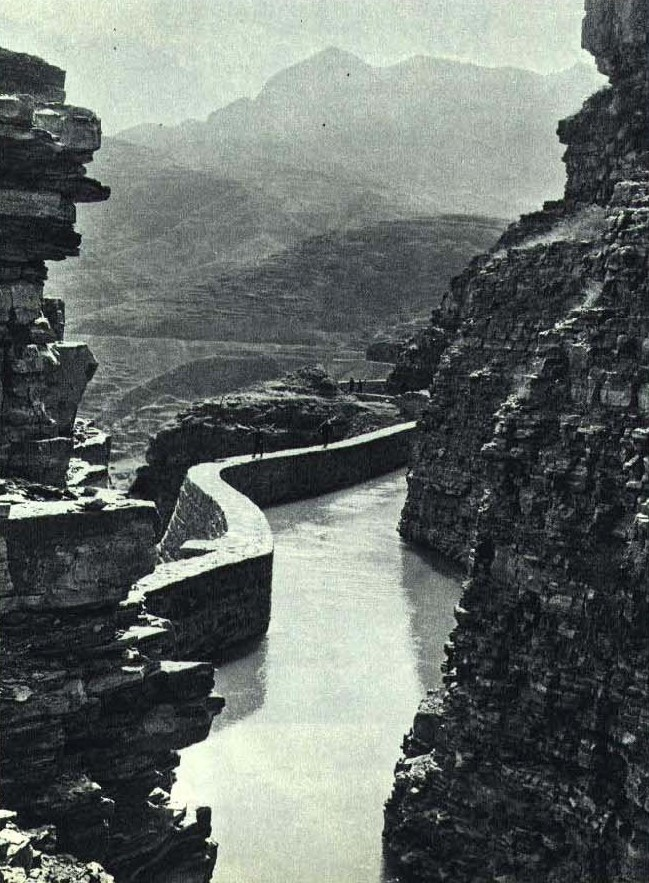
1965-7 1965年 红旗渠2
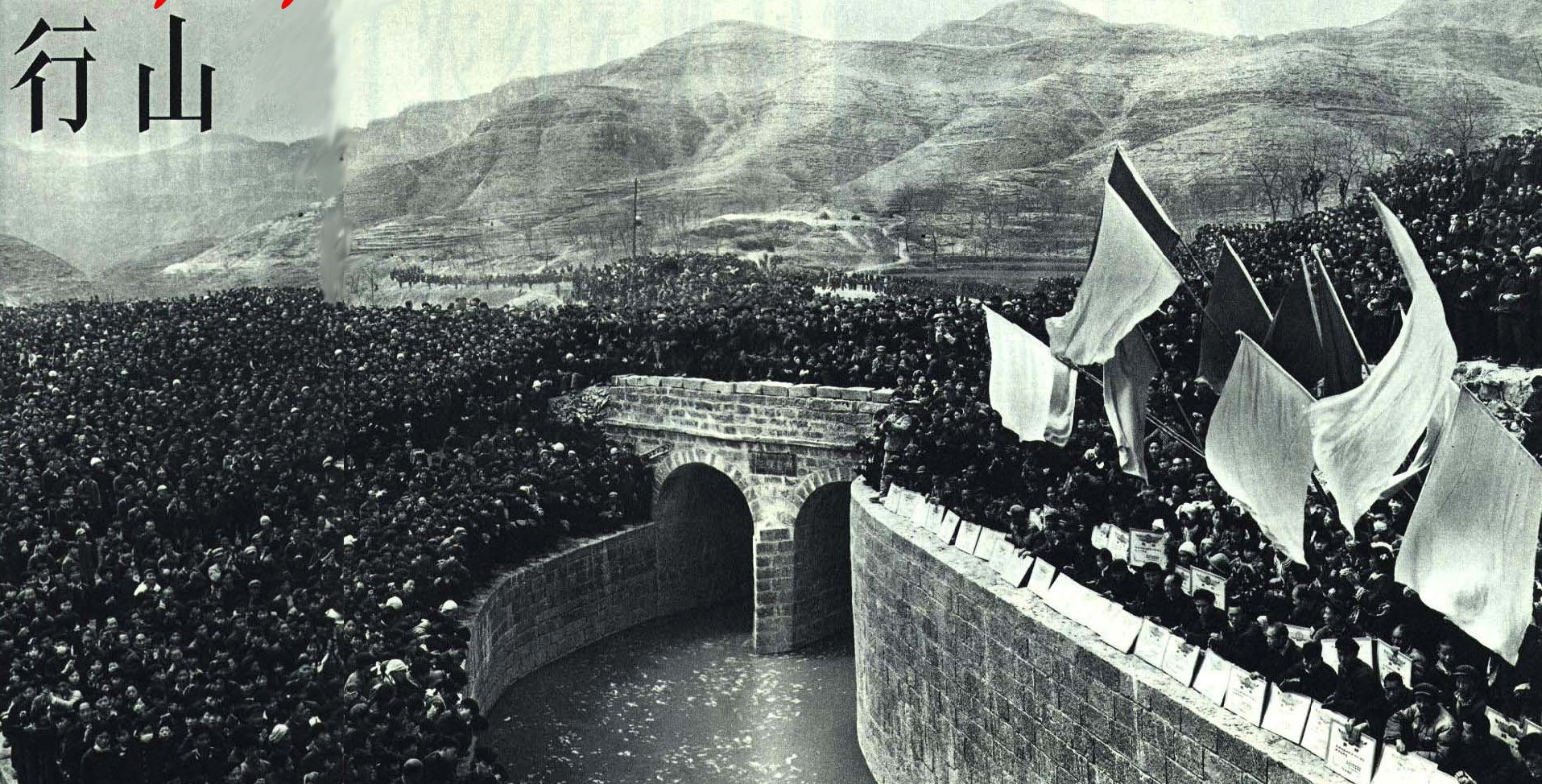
1965-7 1965年 红旗渠建立完成